# Atome Kid
Atome Kid est un magazine mensuel français de bande dessinée en noir et blanc qui parut aux éditions Artima, ainsi que le nom du personnage principal.
Comme souvent chez Artima, l'auteur de la série n'est pas indiqué : de Bayo, dessinateur espagnol. Placée dans un futur imprécis, cette série fait un mélange très kitch de personnages en costume des années 1950 et d'engins spatiaux voyageant de planètes en planètes dans tout le système solaire.

## Le personnage
Les épisodes mettent en scène Atome Kid, une variante mineure de Batman qui, professeur Stuart dans la vie ordinaire, se change en héros en revêtant sa combinaison collante rouge. Sa cagoule blanche et ses lunettes épaisses le rendent méconnaissable, condition indispensable à l’incognito nécessaire à ce type de héros.
Sa réputation, son propulseur dorsal, son pistolet paralysant et l'aide occasionnelle de son épouse Pamela, dotée du même équipement, sont ses seuls atouts pour confondre escrocs, imposteurs et autres malfrats à la demande du commissaire Malone, et parfois pour lutter contre quelques ambitieux voulant devenir maîtres du monde.

## Publications

### Première série française
La première publication d’Atome Kid paraît aux éditions Artima de novembre 1956 à septembre 1959, en 35 numéros sous forme de cahier de 32 pages agrafés. Le dessin de la couverture en couleur est inspiré de l’épisode d’Atome Kid. Cette série est diffusée dans les pays francophones au prix de 35 francs français de l’époque (40 francs français à partir du numéro 17 en mars 1958), 5 francs belges et 0,5 francs suisses. Le numéro 20 est un numéro spécial à 75 francs.
À partir du numéro 7, les fascicules Atome Kid réservent la moitié de leurs pages à la saga de La famille Rollinson dans l'espace, jusqu'à l'avant dernier numéro, réduisant les épisodes d’Atome Kid à 16 pages. Le 35e et dernier numéro est partagé entre un épisode d’Atome Kid, et deux récits de science-fiction. Après le 35e numéro, le titre Atome Kid disparaît, et ses aventures sont reprises dans les fascicules Cosmos.

### Seconde série française
L’éditeur Arédit, qui avait racheté les éditions Artima, fit reparaître dans les années 1970 une seconde publication titrée Atome Kid en petit format broché (18 par 13 cm) de 132 pages, en noir en blanc avec une couverture en couleur. Trente numéros furent publiés de septembre 1970 à mars 1977, à un rythme trimestriel puis bimestriel en 1974-1975, puis de nouveau trimestriel, au prix de 1,50 francs français, puis 2,00 FF en 1974, 2,50 FF en 1976, pour finir à 3,00 FF en 1977.

### Publication allemande
Une traduction allemande des sept premiers numéros de la première série française fut publiée entre octobre 1960 et avril 1961, sous le titre Atom Kids.

### Publication espagnole
Cette série est publiée en 1957 en espagnol, sous le nom d’Atomo Kid aux éditions Toray (es) de Barcelone, en 16 numéros de 28 pages chacun.

## Épisodes
Les épisodes de la première série française portent leur titre sur la page de couverture, comme suit :
| no | Date parution  | Épisode                                              | no | Date parution  | Épisode                                                       |
| -- | -------------- | ---------------------------------------------------- | -- | -------------- | ------------------------------------------------------------- |
| 1  | Novembre 1956  | Infiltration martienne                               | 19 | Mai 1958       | Les habitants de Mars La famille Rollinson                    |
| 2  | Décembre 1956  | Sous les eaux de l’Océan                             | 20 | Juin 1958      | Race de géants La famille Rollinson                           |
| 3  | Janvier 1957   | L’impératrice des Incas                              | 21 | Juillet 1958   | Course interplanétaire La famille Rollinson                   |
| 4  | Février 1957   | Seul contre les robots                               | 22 | Août 1958      | Le Soleil s’éteint La famille Rollinson                       |
| 5  | Mars 1957      | Le satellite ambulant                                | 23 | Septembre 1958 | De l’oxygène pour la Lune La famille Rollinson                |
| 6  | Avril 1957     | L’atoll émergé                                       | 24 | Octobre 1958   | Le secret du satellite blanc La famille Rollinson             |
| 7  | Mai 1957       | Documents secrets La famille Rollinson               | 25 | Novembre 1958  | Le solitaire d’Ariel La famille Rollinson                     |
| 8  | Juin 1957      | Le grand désert de Mars La famille Rollinson         | 26 | Décembre 1958  | Fusée militaire X15 La famille Rollinson                      |
| 9  | Juillet 1957   | Le nouveau déluge La famille Rollinson               | 27 | Janvier 1959   | Fusée sans direction La famille Rollinson                     |
| 10 | Août 1957      | L’imposteur La famille Rollinson                     | 28 | Février 1959   | Radioactivité La famille Rollinson                            |
| 11 | Septembre 1957 | Les maîtres de l’espace La famille Rollinson         | 29 | Mars 1959      | Les hommes des neiges La famille Rollinson                    |
| 12 | Octobre 1957   | Le mystère de Titan Soucoupes volantes du brouillard | 30 | Avril 1959     | La Planète invisible La famille Rollinson                     |
| 13 | Novembre 1957  | Une fusée à la dérive La famille Rollinson           | 31 | Mai 1959       | La forteresse de l’espace La famille Rollinson                |
| 14 | Décembre 1957  | Le péril vert La famille Rollinson                   | 32 | Juin 1959      | La ville morte du Sahara La famille Rollinson                 |
| 15 | Janvier 1958   | Le peuple sous la mer La famille Rollinson           | 33 | Juillet 1959   | Barrière dans le Gulf-Stream La famille Rollinson             |
| 16 | Février 1958   | Au-delà de Pluton La famille Rollinson               | 34 | Août 1959      | L’astre interdit La famille Rollinson                         |
| 17 | Mars 1958      | La Terre s’enfonce La famille Rollinson              | 35 | Septembre 1959 | Verne au XXVe siècle, Le dernier SOS Pirates interplanétaires |
| 18 | Avril 1958     | Bombardement d’astéroïdes La famille Rollinson       |    |                |                                                               |

## Sources
- Fascicules Atome Kid no 1 à 35, édition Artima, 1956-1959.